# Benigno Ferrer
Benigno Ferrer Domingo (Masamagrell, 17 de mayo de 1878 - Madrid, 24 de abril de 1962) fue un profesor, pedagogo y político socialista español.

## Carrera
Profesor de profesión e inspector de enseñanza en la provincia de Teruel y Almería, fue un activo político durante la Segunda República en la provincia de Almería y en Madrid. Como pedagogo, destacaron sus reflexiones en la prensa y revistas especializadas en nuevos métodos participativos de enseñanza, publicando una obra a modo de manual de enseñanza, El libro de fábulas.
Miembro del Partido Socialista Obrero Español (PSOE) desde 1931, presidente de la Federación Provincial del PSOE de Almería en 1935 y 1936. Fue dos veces elegido diputado a Cortes en el período republicano: en las elecciones generales de 1931 y en las de 1936, ambas por la circusncripción electoral de Almería. Al producirse el levantamiento militar contra la República en julio de 1936, que dio lugar a la Guerra Civil, Ferrer se mantuvo en Madrid donde fue el encargado de las milicias populares en el distrito de La Latina. Durante la guerra fue también miembro del Tribunal de Cuentas entre 1937 y 1938.
Al finalizar el conflicto marchó al exilio en Francia, y al concluir la Segunda Guerra Mundial se estableció en México, de donde regresó a España en 1948. El largo exilio no evitó que fuera condenado por el Tribunal para la Represión de la Masonería y el Comunismo, como masón de la logia "Progreso nº 28" de Almería durante la República, a seis años de confinamiento en su domicilio madrileño, donde falleció.